# Francisco Rodríguez junior
Francisco Rodríguez junior (* 10. Juli 1993 in Monterrey, Mexiko) ist ein mexikanischer Boxer im Strohgewicht. 

## Profikarriere
Im Jahre 2010 begann er erfolgreich seine Profikarriere. Am 22. März 2014 boxte er gegen Merlito Sabillo um den Weltmeistertitel des Verbandes WBO und gewann durch K. o.
Im August desselben Jahres schlug er den IBF-Champion Katsunari Takayama im Titelvereinigungskampf einstimmig nach Punkten. Beide Titel wurde er allerdings im selben Jahr noch los.